# Chiesa di San Francesco Borgia
La chiesa di San Francesco Borgia è una chiesa Cattolica di Catania, ubicata in via dei Crociferi, la strada più scenografica del barocco della città, nel quartiere Terme della Rotonda.
La chiesa è una delle quattro principali chiese-monastero barocche su questa strada; le altre sono San Benedetto, San Giuliano e San Camillo.

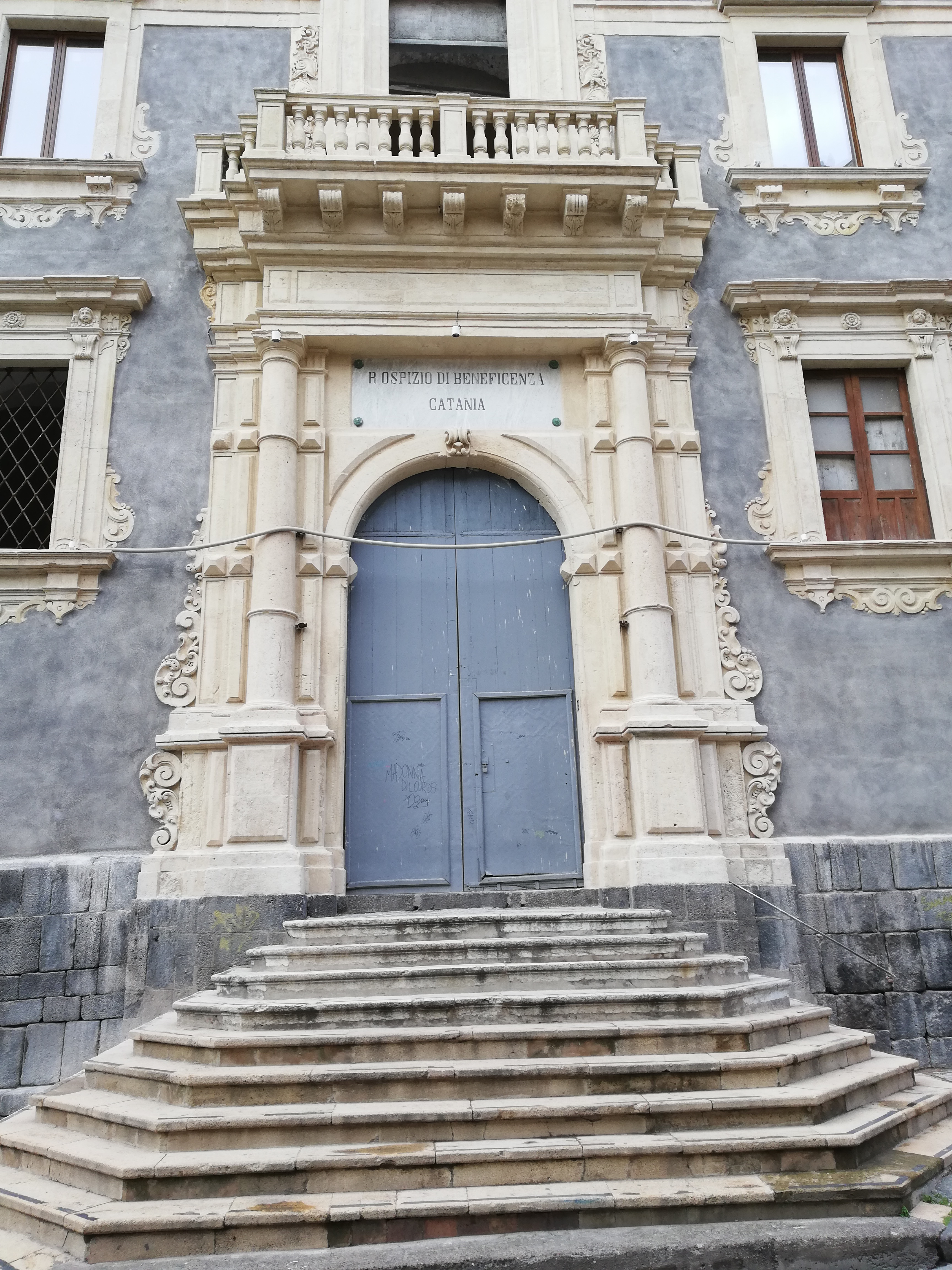
Prospetto e ingresso del Collegio dei Gesuiti

## Storia

### Epoca spagnola
A Catania i Gesuiti giungono nel 1556 per volere del vescovo riformatore Nicola Maria Caracciolo che affida loro il compito dell'insegnamento della dottrina cristiana in 14 chiese. Con un accordo, stipulato il 9 febbraio 1556 fra i Giurati della città, il vescovo e la Compagnia di Gesù, ai religiosi dell'ordine fu ceduta l'antica chiesa della Santissima Ascensione ed alcuni locali con annesso ospedale rimasto vuoto dopo la fusione con l'ospedale di San Marco. La chiesa era ubicata in prossimità della chiesa di San Nicolò l'Arena e monastero dei benedettini.
Il progetto di ampliamento della chiesa della Santissima Ascensione, la costruzione di un piccolo collegio e di una casa di probazione fu affidato all'architetto gesuita Giovanni Tristano nel 1565. Il collegio fu destinato a sede universitaria e ampliato grazie ai sussidi del re. L'edificio fu completato attorno al 1578, su probabile disegno dell'architetto gesuita Francesco Schena.

### Il terremoto e la ricostruzione
Il terremoto del Val di Noto del 1693 distrusse l'aggregato gesuitico che fu ricostruito su progetto dell'architetto fra' Angelo Italia nello stesso sito tra il 1698 ed il 1736. Nel 1713 sotto la direzione dell'architetto Stefano Masuccio, iniziarono i lavori per impostare i pilastri del cappellone della chiesa. Negli anni compresi tra il 1726 - 1740 i lavori conclusero le opere di finitura all'interno della chiesa.

## Descrizione
Dotata di uno scalone a doppia rampa, ha una facciata molto lineare in stile accademico romano. Si svolge su due ordini di colonne binate in marmo.
L'interno è a tre navate molto ampie e luminose. Gli altari laterali sono in marmo e presentano delle pale di pittori catanesi del XVIII secolo. Nella controfacciata è addossata una balconata con gelosia sostenuta da mensole a foglie d'acanto e parapetto decorato con tre stemmi sormontati da corona.

### Altare maggiore
L'altare maggiore, pregevole lavorazione in pietre dure, agate e diaspri siciliani con colonne in agata verde. Il manufatto è ornato da due statue di angeli e dalla figura dell'èEterno benedicente, al centro è collocato un dipinto ad olio su tavola raffigurante la Madonna di Santa Maria Maggiore, quadro donato a San Francesco Borgia. Copia eseguita nel 1567, l'originale è custodito nella basilica di Santa Maria Maggiore di Roma.
Gli affreschi della cupola, risalenti al 1760 circa sono opera del catanese Olivio Sozzi, realizzati con la collaborazione del genero Vito D'Anna. Nella decorazione domina la figura di Cristo, mentre nei pennacchi della cupola, le quattro figure rappresentano i continenti evangelizzati dalla Compagnia di Gesù: Europa, Asia, Africa e America.

### Opere documentate
- XVIII secolo, San Francesco Regis agonizzante raffigurato con la Madonna e il Bambino, olio su tela, opera di Luciano Foti.
- 1743, Madonna raffigurata fra San Stanislao Kostka e San Luigi Gonzaga, olio su tela, opera di Giovanni Tuccari.
- ?, Pulpito, manufatto in massiccio legno di ciliegio, opera di un ignoto artista catanese, con drappeggio della cortina che scende dal tosello.
- ?, Ancona di San Francesco Saverio. In origine ospitava un quadro ad olio raffigurante San Francesco Saverio, dipinto sostituito nel 1745 da un altorilievo in marmo di Carrara, opera del catanese Giovanni Battista Marino, raffigurante San Francesco Saverio battezza il Re delle Indie da lui convertito.
- ?, Sacra Famiglia raffigurata con San Giovannino, Sant'Anna, Sant'Elisabetta e San Zaccaria, olio su tela.
- 1749 - 1751, Apoteosi di Sant’Ignazio, ai lati le allegorie dell'Europa con cornucopia, Asia con cammello, Africa con leone, America con arco, faretra e frecce; altorilievo marmoreo opera di Ignazio Marabitti.
- ?, Cappella del Santissimo Crocifisso: Altare addossato su grande reliquiario in legno dorato opera di maestranze locali, Crocifisso con Cristo in legno scolpito e dipinto.
- XVII secolo, Sant'Agata in carcere visitata da San Pietro, olio su tela, opera di Daniele Monteleone.
- XVIII secolo, Transito di San Giuseppe, olio su tela, opera di Giuseppe Guarnaccia.[1]
- Lapidi celebrative.

## Ospedale della Santissima Ascensione
- 1396, Ospedale fondato da Bartolomeo Altavilla, giudice della Regia Curia.

## Chiesa della Santissima Ascensione
Luogo di culto associato all'Ospedale della Santissima Ascensione.

## Collegio gesuitico
Collegio dei Gesuiti intagliatore Filippo Palazzotto.
- Collegio delle Arti.[3]